# Limenitis phintias
Limenitis phintias är en fjärilsart som beskrevs av Hans Fruhstorfer 1915. Limenitis phintias ingår i släktet Limenitis och familjen praktfjärilar. Inga underarter finns listade i Catalogue of Life.